# John Larry Kelly
John Larry Kelly, Jr. (Corsicana, 1923 — 1965) foi um físico estadunidense.
Trabalhou no Bell Labs. É melhor conhecido por formular o critério de Kelly, um algoritmo para maximizar investimento financeiro.
Nasceu em Corsicana, Texas. Passou quatro anos na Marinha dos Estados Unidos como piloto durante a Segunda Guerra Mundial, antes de entrar na Universidade do Texas em Austin, graduando-se com PhD em física em 1953.

## Síntese da voz
Em 1962 Kelly criou um dos mais famosos momentos da história do Bell Labs, usando um computador IBM 7090 para síntese de voz. O sintetizador e gravador de voz de Kelly, vocoder, recriou a música Daisy Bell, com acompanhamento musical de Max Mathews. Arthur C. Clarke, do famoso 2001 - Uma Odisseia no Espaço estava coincidentemente visitando o amigo e colega John Robinson Pierce nas instalações do Bell Labs em Murray Hill na ocasião desta admirável demonstração do sintetizador de voz, e ficou tão impressionado que usou a gravação no climax de uma das cenas de seu romance e roteiro para 2001 - Uma Odisseia no Espaço, onde o computador HAL 9000 canta a mesma canção quando é posto para dormir pelo astronauta Dave Bowman.

## A conexão Las Vegas: Teoria da informação e suas aplicações à teoria dos jogos
John Kelly foi um personagem notável. Além de ser um físico ele incorporou certos atributos de caráter estereotipado texano, sendo ao mesmo tempo um sujeito rude, pistoleiro amador e piloto temerário. Trabalhou em associação com Claude Shannon no Bell Labs. Juntos eles desenvolveram um método do tipo da teoria dos jogos baseado em princípios da teoria da informação desenvolvida por Shannon. É relatado que Shannon e sua mulher Betty foram para Las Vegas com o matemático do Instituto de Tecnologia de Massachusetts Edward Thorp, e fez incursões muito bem sucedidas na roleta e no blackjack usando seu método, denominado mais tarde critério de Kelly, fazendo fortuna, como detalhado no livro Fortune's Formula por William Poundstone e corroborado pelos escritos de Elwyn Berlekamp, assistente de pesquisas de Kelly em 1960 e 1962. Shannon e Thorp também aplicaram a mesma teoria para o mercado de ações com resultados ainda melhores.
Ao longo das décadas, a fórmula de John Kelly's tornou-se uma parte da teoria de investimentos tradicional e o usuários mais proeminente, os bem conhecidos e bem sucedidos investidores bilionários Warren Buffett, Bill Gross e James Harris Simons usam o método de Kelly. Warren Buffett encontrou Thorp a primeira vez em 1968. Comenta-se que Buffett usa uma forma do critério de Kelly para decidir quanto dinheiro por em várias holdings. Também Elwyn Berlekamp aplicou o mesmo algoritmo lógico na Axcom Trading Advisors, uma empresa alternativa de gestão de investimentos, por ele fundada. A companhia de Berlekmap foi adquirida por James Harris Simons e seu fundo de cobertura Renaissance Technologies, fundado em 1992. Mas como o artigo original de Kelly demonstra, o critério somente é válido quando o investimento ou "jogo" é jogado muitas vezes, com a mesma probabilidade de ganhar ou perder cada vez, e a mesma razão de pagamento.
A mesma teoria foi também explorada pelo time de blackjack do Instituto de Tecnologia de Massachusetts (MIT Blackjack Team), um grupo de estudantes e ex-alunos do Instituto de Tecnologia de Massachusetts, Harvard Business School, Universidade Harvard e outras faculdades que usaram técnicas de contagem de cartas e outras estratégias sofisticadas para bater cassinos ao redor do mundo no blackjack. A equipe e seus sucessores operaram com sucesso de 1979 até o início do século XXI. Muitas outras equipes de blackjack foram formadas ao redor do mundo com o objetivo de bater os cassinos.
As técnicas de contagem de cartas foram explicadas em anos recentes no livro Bringing Down the House, um bestseller sobre o MIT Blackjack Team por Ben Mezrich. Em 2008 o livro foi adaptado para o filme 21.

## Morte
Kelly morreu de hemorragia cerebral em uma calçada de Manhattan com 41 anos de idade, em 1965. É reportado que ele nunca usou seu próprio critério para ganhar dinheiro.